# Chiquititas (telenovela mexicana)
Chiquititas es una telenovela de fantasía infantil mexicana producida por Azteca Digital en colaboración con Telefe para TV Azteca, en 1998. La telenovela es una versión de serie argentina homónima creada por Cris Morena, siendo adaptada para el público mexicano por ella misma y Horacio Marshall. Se estrenó por Azteca 7 en 11 de diciembre de 1998 al 5 de marzo de 1999. Originalmente se grabaron 60/70 capítulos, pero sólo se emitieron 40 capítulos, después de una cancelación repentina.
Está protagonizada por Ana Serradilla y Fabián Corres, junto con un reparto coral infantil y adulto.

## Trama
Cuenta la historia de Martín Morán quien después de vivir muchos años en Londres regresa a México para ayudar a curar a su hermana Gaby. Él conoce a Belén, de quien se enamora; Belén es una joven convencida y decidida de sus capacidades en el trabajo que desempeña, Martín termina haciéndose cargo del orfanato Rincón de Luz en donde él junto a Belén y los niños vivirán un sinfín de historias y aventuras. 

## Elenco
- Ana Serradilla como Belén Fraga.
- Fabián Corres como Martín Morán.
- Mercedes Pascual como Carmen Morán.
- Marta Aura como Ernestina Correa.
- Evangelina Martínez como Alicia.
- Enrique Becker como Ramiro Moran.
- Jose Abdala como Don Nacho (Saverio).
- Jair de Rubin como Felipe "Piojo" Fraga.
- Masha Kostiurina como Dolores.
- Mariana Leucona como Gabriela "Gaby" Morán.
- Tere Tuccio como Leticia Rivera.
- Ixchel del Paso como Milagros Urién.
- Angélica Magaña como  Gina.
- Alejandra Simancas como Rocío.
- Mariana Magaña como Sol Rivera/Sol Méndez Ayala.
- Paola Wong como Vivi.
- Alejandra Haydee como Jimena Gómez.
- Daniela Wong como Tati.
- María Fernanda Cerecedo como  Anita.
- Felipe Colombo como Julián.
- Iván Rafael González como Guadalberto Tapón "Corcho".
- Rodrigo Zurita como Cristián Gómez "Mosca".
- Herminio Alonso como Luis González "Roña".
- Diego Medina como Matías.